# Randki na zlecenie
Randki na zlecenie lub Piękna i Teczka (ang. Beauty & the Briefcase) – amerykańska komedia romantyczna z 2010 roku w reżyserii Gila Jungera, wyprodukowany przez Image Entertainment. Film powstał na podstawie powieści Danielli Brodsky Diary of a Working Girl.

## Opis fabuły
Interesująca się modą dziennikarka, piękna Lane Daniels (Hilary Duff) marzy o pracy w magazynie „Cosmopolitan”. Nie posiada się więc ze szczęścia, gdy dostaje od redaktorów gazety zlecenie na artykuł. Ma napisać o tym, czy w biurze można znaleźć prawdziwą miłość. By to sprawdzić, Lane zatrudnia się jako sekretarka w międzynarodowej korporacji. Trafia do świata biznesu. Jej uwagę zwraca jeden z współpracowników, przystojny Tom Reinhart (Michael McMillian). Dziewczyna uświadamia sobie, że jest zakochana w chłopaku.

## Obsada
- Hilary Duff jako Lane Daniels
- Michael McMillian jako Tom
- Matt Dallas jako Seth
- Chris Carmack jako Liam
- Jaime Pressly jako Kate White
- Amanda Walsh jako Joanne
- Lyle Brocato jako przyjaciel Liama
- Jennifer Coolidge jako Felisa McCollin
- Kevin Kirkpatrick jako John
- Cedric Burton jako Stock Broker
- Lacey Minchew jako Whitney
- Courtney J. Clark jako Margo
- James McDaniel jako szef Toma